# Беттини, Паоло
Паоло Беттини (итал. Paolo Bettini; род. 1 апреля 1974, Чечина, Ливорно) — бывший итальянский шоссейный велогонщик; олимпийский чемпион, двукратный чемпион мира, многократный победитель престижных классических велогонок. Беттини доминировал на международной арене начала 2000-х годов. После смерти главного тренера итальянской сборной Франко Баллерини в 2010 году Беттини занял его место.

## Биография
Беттини рос на тосканском побережье, начал участвовать в велогонках с семи лет, на что его сподвиг брат. В 1996 году никто из неитальянцев не смог опередить Беттини в групповой гонке молодёжного чемпионата мира, но перед ним финишировали сразу трое его соотечественников. В следующем сезоне он подписал первый профессиональный контракт, с «MG-Technogym». Два года Беттини работал на Микеле Бартоли, чем помог ему оба раза выиграть UCI Road World Cup. В 1999 года оба итальянца перешли в «Mapei», но Бартоли получил травму колена, и Беттини вышел на первые роли. В 2000 году он выиграл Льеж — Бастонь — Льеж, после чего успешно выступал и в других престижнейших однодневках. В том же году Беттини женился на учительнице Монике Орландини, и переехал в дом её родителей у оливковой плантации, в 10 километрах от его родной Чечины. Вскоре он поругался с Бартоли, апофеозом стал провал командной тактики на чемпионате мира 2001.
Частые финиши в первой десятке важнейших однодневок принесли Беттини первое место рейтинга по итогам 2002 года, он не отдавал лидерство и в следующие 2 года. 2003 год, начиная с которого он выступал за «Quick Step», начался для Беттини победой на Милан — Сан-Ремо, однако из-за травмы итальянец пропустил другие весенние классики. Вернувшись, он первенствовал в Классике Сан-Себастьяна и Ваттенфаль Классик. У итальянца были хорошие шансы на победу в чемпионате мира, но на финише он упустил рывок Игора Астарлоа. Испанец затем утверждал, что Беттини предлагал ему деньги в обмен на победу, однако позже заявил, что это недоразумение. В 2004 году итальянец трижды был вторым в классиках, но победы так и не добился. Однако неудачи затмило золото на Афинской Олимпиаде: Беттини вместе с Сержио Паулиньо оторвался от пелотона, а в спринтерской развязке одолел португальца. В 2005 году он выиграл Чемпионат Цюриха и Джиро ди Ломбардия, а также спринтерский зачёт на Джиро, где он 4 этапа ехал в розовой майке. Однако в первом UCI ProTour итальянец стал только 8-м.
В 2006 году Беттини наконец стал чемпионом мира, но радость затмила смерть его брата Сауро через несколько дней в автокатострофе. Последнюю гонку сезона, Джиро ди Ломбардия, Паоло выиграл со слезами на финишной черте. По итогам сезона Беттини получил «золотой велосипед». На Вуэльте Испании 2007 он выиграл этап, а ещё 3 закончил вторым. Через несколько дней Беттини снова стал чемпионом мира, выиграв спринт в отрыве. В 2008 году он получил несколько травм, но в сентябре выиграл 2 этапа Вуэльты. Там же он заявил, что покидает «Quick Step» из-за финансовых споров, а ещё через несколько дней объявил о завершении карьеры.
В феврале 2010 года Беттини должен был участвовать в ралли вместе с другом, главным тренером итальянской сборной Франко Баллерини, но был вынужден отказаться из-за занятости. Его заменил Алессандро Чиарди, который разбил машину, в результате чего штурман Баллерини погиб. В июне Беттини принял руководство сборной. В групповой гонке чемпионата мира итальянцы хорошо работали на своего спринтера Филиппо Поццато, но тот стал лишь четвёртым.

## Победы

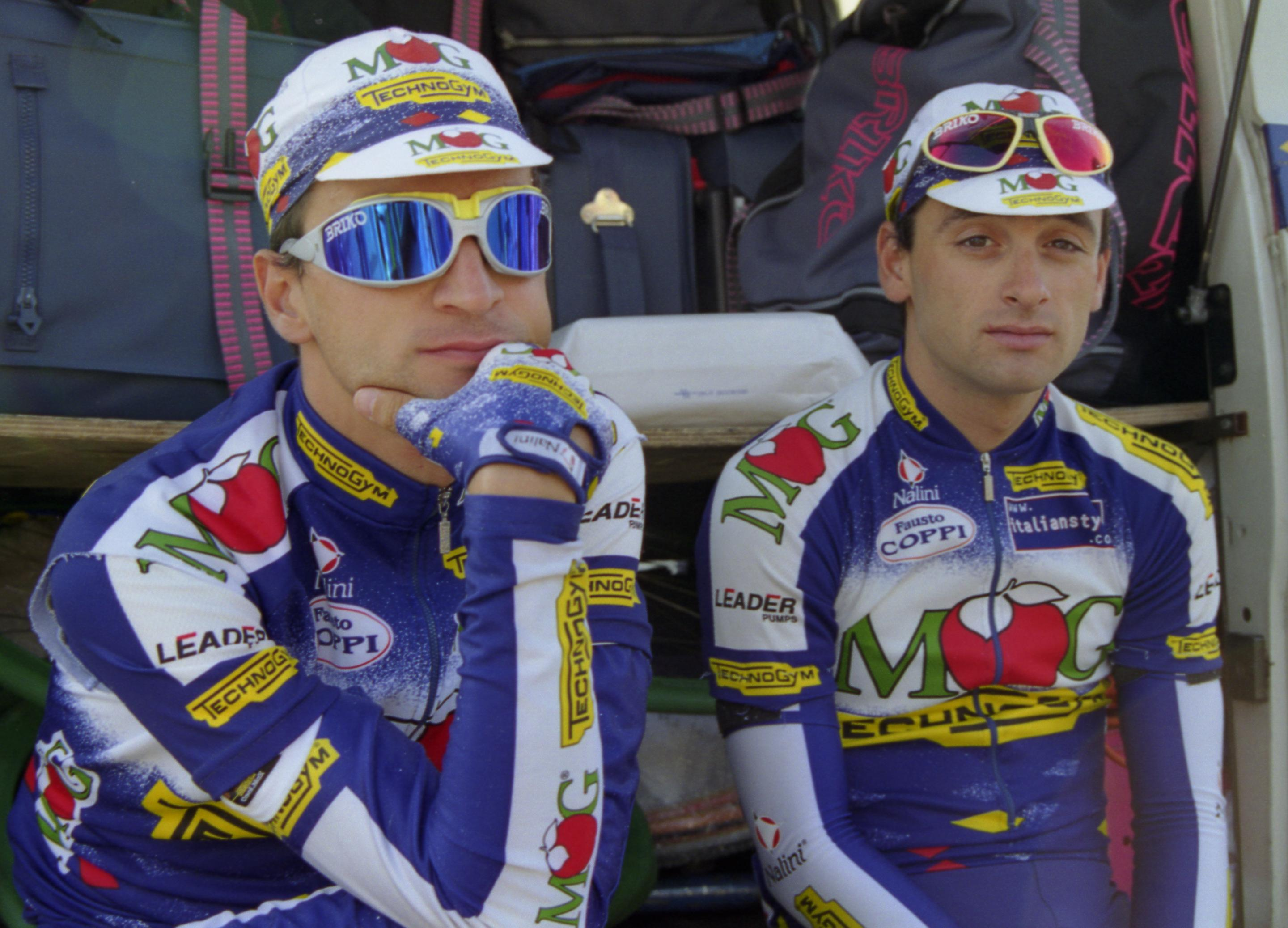
Беттини (справа) в первый год профессиональной карьеры

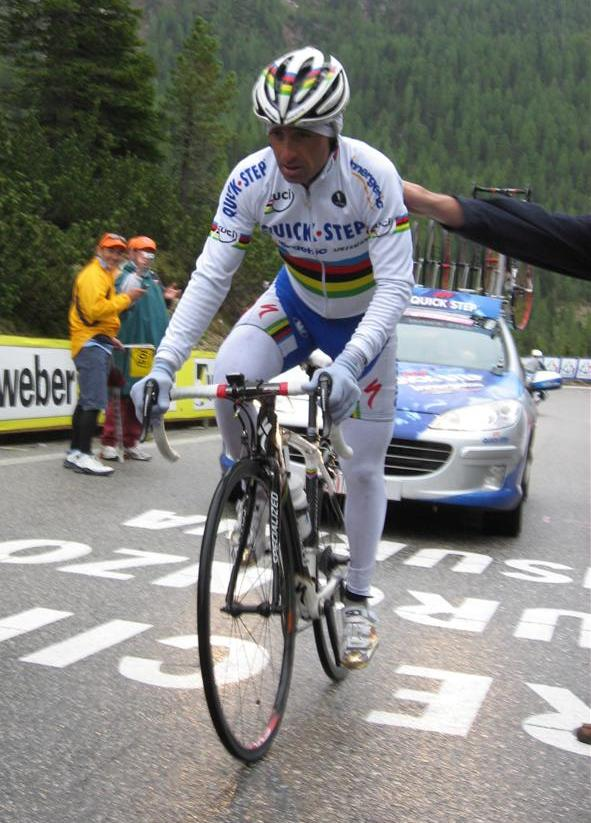
Беттини на Джиро д’Италия 2007

- Олимпийские игры (группа) (2004)
- Чемпионат мира (группа) (2006, 2007)
- UCI Road World Cup (2002, 2003, 2004)
- Vélo d’Or (2006)
- Чемпионат Италии (группа) (2003, 2006)
- 1 этап Тур де Франс (2000)
- 3 этапа (2000, 2005, 2006) и спринтерский зачёт (2005, 2006) Джиро д’Италия
- 5 этапов Вуэльта Испании (2005—2008)
- Милан — Сан-Ремо (2003)
- Льеж — Бастонь — Льеж (2000, 2002)
- Джиро ди Ломбардия (2005, 2006)
- Классика Сан-Себастьяна (2003)
- Ваттенфаль Классик (2003)
- Чемпионат Цюриха (2001, 2005)
- 1 этап Тур Швейцарии (2004)
- 1 этап Тур Романдии
- Общий зачёт (2004) и 6 этапов (1999, 2002, 2004, 2006) Тиррено — Адриатико
- Общий и спринтерский зачёт Тур Средиземноморья (2003)
- 1 этап Тур Калифорнии (2007)
- Тур Валлонии (2002)
- Тур дю Латиум (2002)
- Тур провинции Люк (1999)
- Мемориал Чекки Джори (2000)
- Тур Лигурийской Рипьеры (2002)
- Гран-при Лугано (2006)
- Трофей Сольера на Вуэльта Мальорки (2006)
- Гран-при Камайоре (2004)
- Коппа Сабатини (2002)
- Коппа Плаччи (2001)

## Выступления в престижнейших однодневных гонках
| Год  | Милан — Сан-Ремо | Тур Фландрии | Льеж — Бастонь — Льеж | Амстел Голд Рейс | Классика Сан-Себастьяна | Ваттенфаль Классик | Чемпионат Цюриха | Париж — Тур | Джиро ди Ломбардия | Чемпионат мира |
| ---- | ---------------- | ------------ | --------------------- | ---------------- | ----------------------- | ------------------ | ---------------- | ----------- | ------------------ | -------------- |
| 1998 | 70               | -            | 92                    | Сход             | Сход                    | 12                 | 8                | 47          | 21                 | 63             |
| 1999 | 77               | -            | 5                     | 32               | 11                      | 12                 | 4                | 14          | 9                  | Сход           |
| 2000 | 40               | -            | Победа                | 14               | 4                       | 18                 | 25               | 4           | 10                 | 9              |
| 2001 | 5                | 23           | 15                    | Сход             | 13                      | 6                  | Победа           | -           | 20                 | 2              |
| 2002 | 50               | 16           | Победа                | 8                | 7                       | 4                  | 2                | 19          | 30                 | 26             |
| 2003 | Победа           | Сход         | -                     | -                | Победа                  | Победа             | 3                | 11          | Сход               | 4              |
| 2004 | 8                | 9            | 22                    | 3                | 2                       | 2                  | 2                | 6           | 29                 | Сход           |
| 2005 | 42               | -            | 4                     | 37               | Сход                    | Сход               | Победа           | -           | Победа             | 13             |
| 2006 | 75               | 7            | 2                     | 8                | 102                     | 48                 | Сход             | -           | Победа             | Победа         |
| 2007 | 33               | 21           | 4                     | 7                | -                       | 7                  | -                | -           | 103                | Победа         |
| 2008 | 102              | -            | 9                     | -                | 4                       | -                  | -                | -           | -                  | 28             |